# 踊る小人
『踊る小人』（おどるこびと）は、村上春樹の短編小説。

## 概要
| 初出     | 『新潮』1984年1月号                                   |
| 収録書籍 | 『螢・納屋を焼く・その他の短編』（新潮社、1984年7月） |

1990年9月刊行の『村上春樹全作品 1979〜1989』第3巻（講談社）に収録される際、加筆修正がなされた。

### 英訳
| タイトル | The Dancing Dwarf                                    |
| 翻訳     | ジェイ・ルービン                                     |
| 初出     | 『The Elephant Vanishes』（クノップフ社、1993年3月） |

2014年4月～9月の間、NHKラジオ第2の語学番組「英語で読む村上春樹」の3作目の教材として使われた。

## あらすじ
夢の中で小人が出てきて、踊りませんかと言った。「僕」は疲れていたので申し出を断ると、小人はレコードに合わせて一人で踊った。それから「僕」に身の上話を語った。
小人は南に来て踊り手になった。それが評判となり皇帝の前でも踊った。しかし革命が起って皇帝が亡くなると町を追われ、今は森の中で暮らしている、とのことだった。
「僕」は象を作る工場に勤めている。職場の相棒に夢の話をすると「踊りのうまい小人の話なら、第六行程の植毛工のじいさんに会って話を聞いてみる方がよかろうよ」とすすめられる。終業後、「僕」が生まれる前からある、とてもとても古い酒場で老人と会った。
「噂によると小人は宮廷でよくない力を使ったということだ。そしてそのせいで革命が起ったんだという説を唱えるものもおった」と老人は言った。
昼休み、「僕」と相棒は弁当を食べながら、第八行程に新しく入った若い女の子の話をした。相棒によれば、とびっきり綺麗な子で、みんな目をつけているがまだ誰もものにできないと言う。「僕」は適当な用事を作って第八行程に行ってみることにした。女の子は十五番台で爪つけをしていた。明日の土曜日の夜踊りに行かないかと誘ったが、「明日の夜は暇で踊りに行くつもりだけど、あなたとは行かないわ」と断られる。
その夜、夢の中にまた小人があらわれた。その夢では、小人は踊らなかった。小人は「僕」に「なにか、頼みがあるんじゃないの？」と聞き「僕」の女の子と踊りたいという欲望をあてる。